# Pseudapis flavicarpa
Pseudapis flavicarpa là một loài Hymenoptera trong họ Halictidae. Loài này được Vachal mô tả khoa học năm 1903.